# Jack Cafferty
Jack Cafferty (1942 -) est un journaliste et un animateur de télévision américain. Il est l'animateur de l'émission financière In The Money sur CNN.
Pendant les années 1970, il était le chef d'antenne du bulletin de nouvelles local de Des Moines dans l'Iowa. Il travaillait alors pour WHO, une filière de NBC, et il avait sa propre capsule d'émission intitulée Cafferty Is qui était très appréciée du public.
Avant de se joindre à CNN, Cafferty travaillait dans plusieurs stations de radio newyorkaises. Il était l'un des coanimateurs de Sue Simmons sur WNBC's Live at Five et il a été le chef d'antenne chez WPIX sur l'émission  News at Ten avec Kaity Tong.
À l'été 2005, il s'est joint à l'émission The Situation Room, le bulletin de nouvelles d'après-midi de CNN. Il était auparavant le coanimateur de l'émission matinale American Morning.
En 2004, ses propos sur le monde arabe et l'occupation de l'Irak ont suscité la controverse.